# الكنيسة الأرثوذكسية في رومانيا الشيوعية

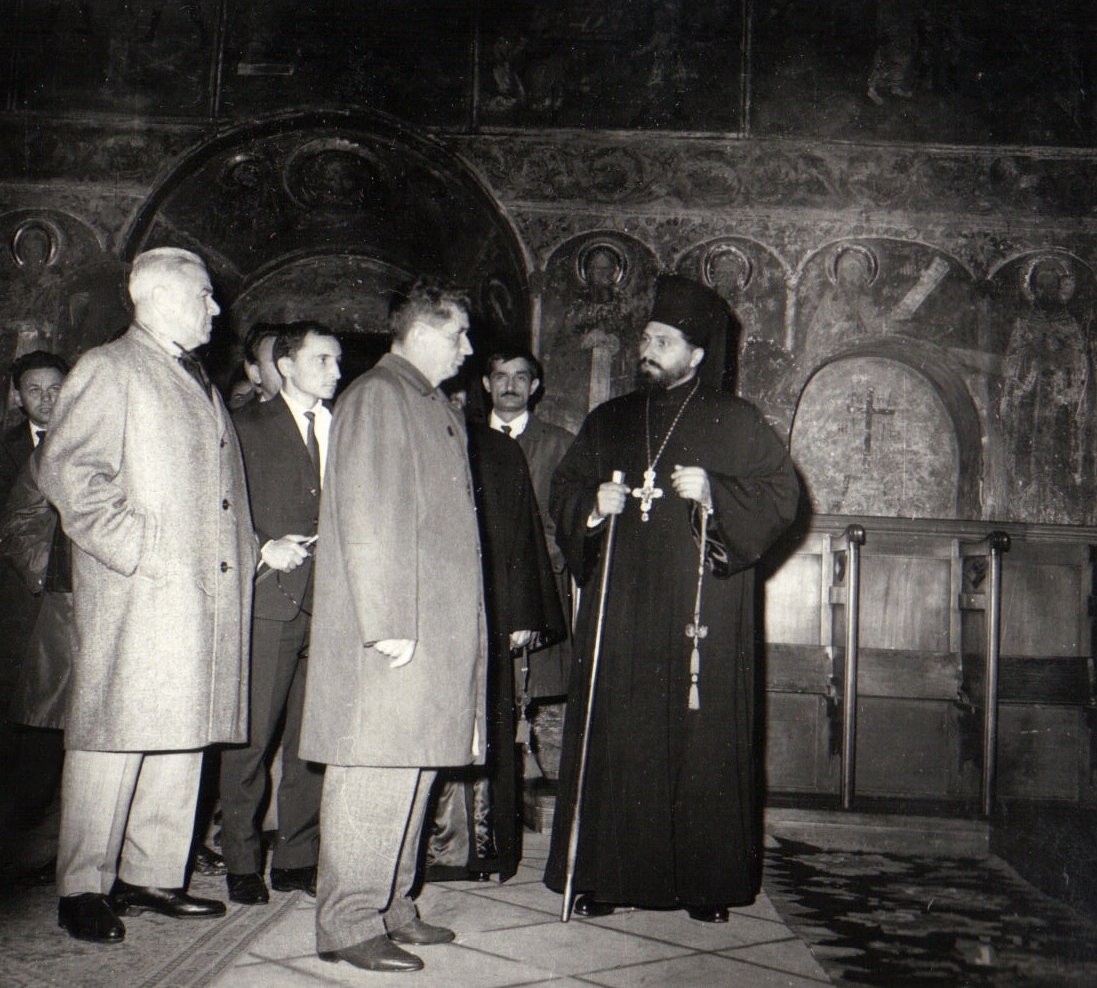
نيكولاي تشاوشيسكو وبعض من المسؤولين بالحزب، في زيارة إلى دير نيمتس بالعام 1966

كانت الكنيسة الأرثوذكسية في رومانيا الشيوعية هي فترة من تاريخ الكنيسة الأرثوذكسية الرومانية امتدت بين العام 1947 و 1989، وهي الحقبة التي كانت فيها رومانيا دولة اشتراكية. كانت علاقة النظام بالكنيسة الأرثوذكسية غامضة: فبينما أعلنت نفسها «دولة ملحدة»، تعاونت بشكل نشط مع الكنيسة، وخلال عهد تشاوشيسكو، استخدمت الحكومة الكنيسة الأرثوذكسية كجزء من تعزيزها للهوية الوطنية.
جادلت الماركسية اللينينية بأن الدين كان أداة لإستغلال الشعوب والتلاعب بها معنويًا وعلى هذا النحو، كان من المرغوب فيه بالنسبة للحكومة الشيوعية تثبيط عزيمة الشعب عن الدين وابعاده عنه، ومن هنا جاءت الحملات المعادية للدين في الاتحاد السوفييتي. في رومانيا، في عهد البطريرك جاستنيان، وجهت الكنيسة الأرثوذكسية نفسها لدعم أهداف «العدالة الاجتماعية» للحكومة الشيوعية الجديدة. لم تحتج الكنيسة الأرثوذكسية على وجود مئات الآلاف من الرومانيين في السجون ومعسكرات العمل، بل لم تعترف بوجودهم اساسًا، وقد أُعتقل بعضهم لأسباب دينية. في مقابل دعم الكنيسة للنظام الشيوعي، قام النظام الروماني بحل الكنيسة الرومانية المتحدة مع روما، والكنيسة اليونانية الكاثوليكية، ووضعت قسرًا مؤمنيها وكنائسها وكاتدرائياتها تحت تصرف الكنيسة الأرثوذكسية. على الرغم من الإمتثال للحكومة، تعرضت الكنيسة أيضًا لسلسلة من الإنتهاكات على يد الحكومة عندما انسحبت القوات السوفيتية من رومانيا. بدأت الحكومة حملة قمع لإيقاف الانشقاق المحتمل بين المتدينين، كانت الحملة بين عامي 1958 و 1963، وانتهت بإعتقال حوالي 2500 كاهن وراهب وراهبة، بموافقة ضمنية من قبل رأس السلطة بالكنيسة الأرثوذكسية.
خلال عصر تشاوشيسكو، لم يمتثل كهنة الكنيسة الأرثوذكسية لرغبات الحكومة فحسب، بل أظهروا التملق أيضًا. تعاون العديد من القساوسة مع الشرطة السرية، وأعطوها المعلومات التي حصلوا عليها من الإعترافات؛ وفقًا لتقارير ضابط من الشرطة السرية الرومانية، كان المخبرين يمثلون حوالي 80 ٪ من الكهنة.

## التعاون مع الحكومة
تعاونت الكنيسة بشكل وثيق مع السلطات الشيوعية في مقابل السماح لها بالاحتفاظ بممتلكاتها ومكانتها المتميزة بين المنظمات الدينية. علاوة على ذلك، كانت الكنيسة عرضة للابتزاز لأن العديد من الكهنة الأرثوذكس كانوا أعضاء في منظمة الحرس الحديدي الفاشية.

### إقصاء الكنيسة الكاثوليكية اليونانية والاستيلاء عليها
الكنيسة الرومانية المتحدة مع روما، واليونانية كاثوليكية (بها 1.5 مليون مؤمن و 1725 كنيسة ) تقاسموا الطوائف الدينية برومانيا مع الكنيسة الأرثوذكسية الرومانية، لكن روابطها المتشعبة مع الغرب أدت إلى قمع وحشي لهم من قبل الحكومة، تم ذلك القمع بالتعاون مع الكنيسة الأرثوذكسية. وصمت الكنيسة اليونانية الكاثوليكية بتهمة «معادية للقومية ومعادية للتاريخ» في الدعاية الرسمية، حيث كانت تعتبر وسيلة لتقسيم الأمة الرومانية.انتهى وجود مؤسسة الكنيسة الكاثوليكية اليونانية في 1 ديسمبر 1948؛ تسلمت الكنيسة الأرثوذكسية جميع ممتلكات واصول الكنيسة اليونانية الكاثوليكية واستولت عليها بمباركة من النظام، بما في ذلك الكنائس والكاتدرائيات. أُجبر رجال الدين، بالتعاون مع الأمن، على قبول الكنيسة الأرثوذكسية الجديدة: وقع 430 كاهنًا كاثوليكيًا يونانيًا من أصل 1800 على عريضة توافق على قمع كنيستهم ودمجها في الكنيسة الأرثوذكسية. تضخمت التجمعات الأرثوذكسية بانضمام مئات الآلاف من الروم الكاثوليك الذين حُرموا من وجود أماكن عبادة خاصة بهم.

### جستنيان مارينا: «البطريرك الأحمر»
كان جستنيان مارينا بطريرك رومانيا الذي تولى البطريركية من العام 1948، في الوقت الذي عزز فيه الحزب الشيوعي سلطته في رومانيا. حاول جستنيان مارينا التوفيق بين عقائد الكنيسة الأرثوذكسية والمادية الجدلية الشيوعية، بحجة أنه في النظام الاجتماعي الشيوعي يمكن رؤية مبادئ الأناجيل، مع إعطاء الكنيسة أهداف ذات صبغة إلحادية تتوافق مع رؤى الحكومة الشيوعية. تم نشر أعماله المجمعة تحت اسم Apostolat Social، حيث جادل مارينا بأن الاشتراكية جزء لا يتجزأ من المسيحية. ساعدت الكنيسة في حملة محو الأمية الرومانية التي قادتها الحكومة، وأصلحت الأديرة حتى يتعلم الرهبان والراهبات «تجارة نافعة»، وشجعوا رجال الدين على القيام بأعمال اجتماعية. لم تتطرق أي من تصريحات جستنيان إلى مئات الآلاف الذين سُجنوا لأسباب سياسية. ولهذا السبب، جنبًا إلى جنب مع التعاون الوثيق مع الحكومة، اعتبره العديد من المؤمنين، ولا سيما الروم الكاثوليك، أنه «عميل شيوعي» و «انتهازي». أصبحت سياسات الكنيسة تابعة بشكل شبه كلي لسياسات الحكومة، حتى في السياسة الخارجية: في البداية، أدان اللاهوتيون الرومانيون مجلس الكنائس العالمي والكنيسة الكاثوليكية الرومانية بوصفهم أدوات للـ «الإمبريالية الأنجلو أمريكية». بحلول الستينيات، عندما بدأت رومانيا ببدء اتصالاتها الدبلوماسية خارج الكتلة الشرقية، دخلت الكنيسة في الحركة المسكونية.

### الكنيسة الأرثوذكسية والقومية
كانت الكنيسة الأرثوذكسية قد دعمت سابقًا المواقف القومية قبل الحرب العالمية الثانية، عندما ارتبطت الأرثوذكسية بالسياسة الفاشية ومعاداة السامية، حيث انضم العديد من الكهنة إلى حركة الحرس الحديدي الفاشية. كان الكاتب الأرثوذكسي الشهير Nichifor Crainic دعا في مجلته Gândirea إلى أيديولوجية قومية وأرثوذكسية. جادل الفيلسوف ناي إيونسكو بأن كونك رومانيًا يعني أن تكون أرثوذكسيًا وأن كذلك موقفًا مشابهًا دعا إليه أهم عالم لاهوت روماني في القرن العشرين، دوميترو ستينيلوي.
في البداية، بعد الاحتلال السوفييتي لرومانيا، دعمت الحكومة الرومانية الأممية البروليتارية وشجبت القومية، ولكن في ظل حكم جورجي جورجيو ديج، عندما أصبحت رومانيا أكثر استقلالًا، بدأت الحكومة في بناء سردية وطنية.
قدمت الكنيسة الأرثوذكسية مساهمتها في بناء السردية الوطنية من خلال كتب التاريخ المدرسية الرسمية لميرسيا بيكوراريو، والتي استخدمت في معاهدها اللاهوتية، والتي جادلت بأن القديس أندراوس تلميذ يسوع هو من نصّر الرومان القدامى.

### مويسيسكو وتيوكتيست
أصبح تيوكتيست أرابتشيو بطريركًا بسبب دعم البطريرك الثالث، جستنيان مارينا. لم تعارضه الحكومة الشيوعية، حيث عُرف عنه أنه مطيع ويقبل التنازلات. أصبح معروفًا بقبوله لسياسات تشاوشيسكو، بما في ذلك هدم الكنائس في المناطق «المنظمة» وتجريد الرتب الكنسية عن الكهنة الذين وقفوا ضد الحكومة. كان يُنظر إلى افتقاره إلى رد الفعل على هدم 22 كنيسة في بوخارست على نطاق واسع على أنه علامة على التعاون مع النظام. تضمنت تدخلات تيوكتيست العامة برقيات وخطب مدح تتكلم عن إنجازات تشاوشيسكو.

### أثناء وبعد الثورة الرومانية
حتى بعد أن بدأت الاحتجاجات في تيميشوارا، في 19 ديسمبر 1989، أرسل تيوكتيست برقية إلى تشوتشيسكو، هنأه فيها على إعادة انتخابه أمينًا عامًا للحزب الشيوعي وأثنى عليه في «نشاطه الرائع»، و «توجيهاته الحكيمة» و «تفكيره الجريء»، معطيًا تحية لـ «العصر الذهبي» الذي يحمل اسم تشاوشيسكو. مع انتشار أعمال الشغب ووصولها إلى بوخارست وهروب تشاوشيسكو، شجع تيوكتيست المتدينين على دعم جبهة الخلاص الوطني (المنظمة التي استولت على السلطة أثناء الثورة) وأطلق على تشاوشيسكو «هيرودس عصرنا».
في 18 كانون الثاني (يناير) 1990، طلب تيوكتيست من المؤمنين ومن الله أن يغفر له «كذبه تحت الإكراه» وفشله في معارضة دكتاتورية تشاوشيسكو. استقال، متذرعًا بـ «صحته وسنه»، وقبل السينودوس استقالته. بعد ثلاثة أشهر عاد إلى القصر البطريركي ليواصل سلطته كبطريرك. ادعى تيوكتيست أن البرقيات كانت مجرد بروتوكولات فرضها الحزب عليه ولم تعكس معتقداته.

## التعاون مع الشرطة السرية
بينما من المعروف أن العديد من القساوسة تعاونوا مع السيكيوريتات -الشرطة السرية-، يصعب تقييم مدى هذا التعاون. على عكس البلدان الشيوعية السابقة الأخرى، سمحت الحكومة الرومانية بوصول محدود إلى ملفات الشرطة السرية.
قدم بعض الكهنة الأرثوذكس المعلومات التي حصلوا عليها من الاعترافات إلى الشرطة السرية. من الناحية الرسمية، أنكرت الكنيسة الأرثوذكسية مثل هذا الأمر، لكن هذا زاد من عدم ثقة الجمهور بها. اعترف عدد من الكهنة بتعاونهم: اعترف نيكولاي كورنيانو، مطران بنات، بأنه تعاون مع السيكيوريتات وأنه عزل خمسة كهنة منشقين (بما في ذلك Gheorghe Calciu-Dumitreasa) من أجل السماح لهم بالارتقاء في التسلسل الهرمي للكنيسة.
وقدر عدد الوكلاء والمخبرين الآمنين بما يتراوح بين 400 الف ومليون، بعدد سكان يبلغ 23 مليون نسمة. لا توجد بيانات موثوقة حول مهنة المخبرين، لذلك من الصعب تقدير نسبة الكهنة الذين تعاونوا مع السيكيوريتات. ومع ذلك، وفقًا لكاهن من مقاطعة جالاتشي، في المقاطعة بأكملها، رفض كاهن واحد أو اثنان فقط التعاون، ووفقًا لرواية Roland Vasilievici، ضابط أمن في تيميشوارا كان مسؤولًا عن تجنيد الكهنة، فإن 80 ٪ 90٪ من الكهنة كانوا متعاونين مع الشرطة. وفقًا لضابط الأمن نفسه، كانت شبكة الكهنة تخضع لبرامج تدريبية معقدة، علمتهم بروح قومية وكراهية الأجانب. تم إرسال الكهنة في بعثات إلى الخارج لجمع المعلومات والتجسس، وكذلك في العمل بآلة الدعاية الحكومية. علاوة على ذلك، يدعي أن جميع القساوسة الذين أرسلتهم الحكومة إلى الرعايا بالغرب كانوا مخبرين أمنيين، كتبوا تقارير عنهم عند عودتهم.

## انشقاق داخل الكنيسة الأرثوذكسية
تعاونت منظمة الكنيسة الأرثوذكسية بشكل وثيق مع السلطات، حيث قامت بفصل الكهنة الذين عارضوا سياسات الحكومة وطردوهم. كان هناك عدد قليل نسبيًا من الكهنة الأرثوذكس الذين عارضوا الحكومة علنًا، على عكس الطوائف المسيحية الأخرى، مثل البروتستانت، الذين تحدوا الحكومة.
ومن القضايا البارزة قضية القس جورجي كالتشيو دوميتريسا، الذي طرد من وظيفته التدريسية في المعهد الإكليريكي الأرثوذكسي بعد خطبته في بوخارست ضد الإلحاد والاستبداد، وفي وقت لاحق، في عام 1979، حُكم عليه بالسجن لمدة 10 سنوات بتهمة «نشر الأيديولوجية الفاشية». أطلق سراحه في عام 1985 بعد ضغوط دولية مارسها المجتمع الدولي على الحكومة وبعد أن كانت اقامته محددة جبريًا في قرية في جنوب رومانيا، تعرض لضغوط لمغادرة رومانيا.
لم يشهد هدم كنائس بوخارست أي احتجاج أو معارضة من أي أحد داخل التراتبية الهرمية للكنيسة الأرثوذكسية، ولكن كانت هناك حالة معارضة استثنائية وغريبة من نوعها، هذه المرة من الخارج. في عام 1987، كتب أيون دورا، وهو كاهن أرسلته الكنيسة الأرثوذكسية لخدمة المجتمع الروماني في البنلوكس، رسالة مفتوحة إلى مجلس الكنائس العالمي يدين هدم الكنائس وأكد أنه حتى هدم القصر البطريركي كان مخططًا له. ومع ذلك، لم يعرب أي كاهن آخر، ولا حتى من بين أولئك الذين يخدمون في الخارج، عن معارضته لسياسات التنظيم العمراني المجحفة ضد الكنائس التي اتبعها تشاوشيسكو.